# AU Весов
AU Весов (лат. AU Librae) — одиночная переменная звезда в созвездии Весов на расстоянии (вычисленном из значения параллакса) приблизительно 24467 световых лет (около 7502 парсеков) от Солнца. Видимая звёздная величина звезды — от +14,5m до +13,5m.

## Характеристики
AU Весов — пульсирующая полуправильная переменная звезда типа SRB (SRB).